# Ibrahim Tankary
Ibrahim Tankary (24 de março de 1972) é um futebolista nigerino que joga atualmente pelo Rusas Foot.